# Opstand op de Vigilante
De opstand op de Vigilante vond plaats in 1780. Dit was (voor zover bekend) de enige succesvolle opstand die ooit op een Nederlands slavenschip heeft plaatsgevonden.
De Vigilante was een Zeeuws slavenschip in de Trans-Atlantische slavenhandel. Voor de kust van Suriname kwamen de slaven in opstand en wisten ze het schip over te nemen. De bemanning vluchtte van boord. Vrij snel hierna hebben de slaven het schip ook verlaten. Ze zijn aan land gevlucht om nooit meer terug te worden gevonden.